# 長宗我部重俊
長宗我部 重俊（ちょうそかべ しげとし、生没年不詳）は、鎌倉時代の武士。長宗我部氏の8代目当主。土佐国岡豊城主。
父は長宗我部兼光（第7代当主）。子に長宗我部重高（第9代当主）。